# لوك روبنسون (لاعب دوري الرغبي)
لوك روبنسون (بالإنجليزية: Luke Robinson)‏ هو لاعب دوري الرغبي بريطاني، ولد في 25 يوليو 1985 في هاليفاكس في المملكة المتحدة.